# José Alberto Pérez
José Alberto Pérez (3 de agosto de 1947) es un exfutbolista y director técnico argentino. Jugaba como arquero y su primer equipo fue River Plate. Su último club antes de retirarse fue Chacarita Juniors.
Es reconocido por su capacidad para atajar penales, conteniendo entre 1971 y 1973 la suma de 14 remates para su equipo River Plate (a Miguel Brindisi le contuvo dos en un mismo partido). A lo largo de su carrera sumó un total de 21 penales atajados en 333 partidos jugados. Se consagró campeón de la Copa Libertadores con Independiente en 1975.
Como técnico logró el ascenso a la vieja Primera B en 1983 con Talleres de Remedios de Escalada. También dirigió al equipo en la primera parte de la temporada 1986/87, en la que luego conseguiría el ascenso a la Primera B Metropolitana tras ganar el Torneo Reducido.

## Clubes

### Como jugador
| Club              | País      | Año       |
| ----------------- | --------- | --------- |
| River Plate       | Argentina | 1969-1974 |
| Independiente     | Argentina | 1975      |
| Unión de Santa Fe | Argentina | 1976-1977 |
| Platense          | Argentina | 1978      |
| Chacarita Juniors | Argentina | 1979-1980 |

### Como entrenador
| Club                             | País      | Año       |
| -------------------------------- | --------- | --------- |
| Talleres de Remedios de Escalada | Argentina | 1983-1987 |

## Palmarés

### Como jugador

#### Copas internacionales
| Título            | Club          | Sede     | Año  |
| ----------------- | ------------- | -------- | ---- |
| Copa Libertadores | Independiente | Asunción | 1975 |

### Como entrenador

#### Logros deportivos
| Título                 | Club          | País      | Año  |
| ---------------------- | ------------- | --------- | ---- |
| Ascenso a la Primera B | Talleres (RE) | Argentina | 1983 |